# بخت کور
بخت کور (به لهستانی: Przypadek) فیلمی لهستانی به کارگردانی کریشتوف کیشلوفسکی است. این فیلم در اصل در سال ۱۹۸۱ فیلمبرداری شد اما تا چند سال از سوی مقامات دولتی لهستان حق انتشار نداشت و بعد از آن در تاریخ ۱۰ ژانویه ۱۹۸۷ در این کشور انتشار یافت.

## داستان فیلم
بخت کور در مورد زندگی یک دانشجوی پزشکی به نام ویتک در لهستان مدرن است. او در کودکی از دوستانش جدا شده و به خواست پدرش در حال تحصیل رشته پزشکی است. پدر در هنگام مرگ، آزادی را به او هدیه می‌دهد. او به ایستگاه قطار می‌رود تا به ورشو برود. این سکانسی است که به عنوان پیش فرض داستان سه بار تکرار می‌شود و هر بار احتمالی را برای زندگی ویتک پس از تلاش برای رسیدن به قطار به نمایش می‌گذارد. در داستان اول ویتک به قطار می‌رسد و با یک کمونیست وفادار آشنا می‌شود و تبدیل به یک عضو فعال کمونیست می‌شود که شور پاک سیاسی‌اش باعث خیانتش به دوستانش می‌شود. در داستان دوم هنگامی که می‌خواهد به قطار برسد توسط پلیس دستگیر می‌شود و با فردی مخالف حکومت آشنا می‌شود و به عضویت گروه مخالفان دولت در می‌آید. و در داستان آخر او در ایستگاه، همکلاسش را می‌بیند. عاشق او می‌شود، ازدواج می‌کند و یک زندگی آرام را برمی‌گزیند که هیچ کاری به سیاست ندارد. در واقع کیشلوفسکی با ظرافت تمام طرح‌های ذهنیش را در خدمت هر چه بهتر نظریاتش و نمایش خط باریک بین هریک از این سرگذشت‌ها به کار می‌گیرد و در قالبی ساده سه احتمال را برای آینده سیاسی لهستان و عواقب آن پیش‌بینی می‌کند. البته بخت کور قادر به پیش‌بینی یک احتمال یا داستان چهارم نبود و آن ساقط شدن حزب کمونیست در لهستان بود. نتیجه داستان آخر یک دنیای پراز عشق و البته زندگی به مفهوم زندگی‌ست. ویتک قطار را از دست می‌دهد و در عوض با دختر جذابی آشنا می‌شود و از همه تراژیک‌تر هم همین داستان است؛ چرا که در پایان او به یک مأموریت می‌رود اما در فضای سیاسی آن دوران لهستان و فرانسه و به نوعی جهان، خشونت و نفرت حاکم است. در دوره سوم زندگی‌اش، اما او به عشق توجه دارد. به بیماران کمک می‌کند، دغدغه ی زندگی دارد و به قول کیشلوفسکی «زندگی‌اش همه چیز اوست». او خطاهایی نیز دارد اما در پایان می‌بینیم که شاید می‌توانست جاهایی تصمیمات دیگری بگیرد همچون صحنه ایستگاه قطار که با استادش صحبت می‌کند و او می‌گوید شاید درست این می‌بود که امضا می‌کرد.
در نهایت، صحنه پایانی است که به ما می‌گوید سرانجام همه ما مرگ است اما اینکه ما این دوره کوتاه زیستن را چگونه به سمت مرگ می‌رویم مهم است. مهم این است که چگونه زندگی کرده‌ایم؟

## درباره فیلم
در هر سه داستان ویتک زندگی عادیش را در کنار فعالیت‌های خاص آن داستان دارد...یعنی او آزاد است که عشق بورزد و زندگی کند و حتی راه زندگیش را تعیین کند؛ اما این آزادی در یک مجموعه بزرگتر کاملاً محدود شده‌است و این همان نقطه کور بخت ویتک است.... کیشلوفسکی عجین شدن سیاست با زندگی را در جامعه توتالیتر در حال گذار لهستان با ظرافت به نمایش می‌گذارد و محکوم می‌کند.....و اینچنین است که انسانی که او خلق می‌کند یک زندانی است در گرداب دریای سیاستمداران....